# Coryphorus aquilis
Coryphorus aquilis is een haft uit de familie Coryphoridae. De wetenschappelijke naam van de soort is voor het eerst geldig gepubliceerd in 1981 door Peters.
De soort komt voor in het Neotropisch gebied.